# 阿鲁卡多
阿鲁卡多是恶魔城系列游戏的角色，全名是Adrian Fahrenheit Ţepeş。父亲是德古拉，母亲莉莎（Lisa）是人类。最初在《恶魔城传说》登场，后来在《月下夜想曲》做了主角。其中Alucard是Dracula的反写。